# Railpool

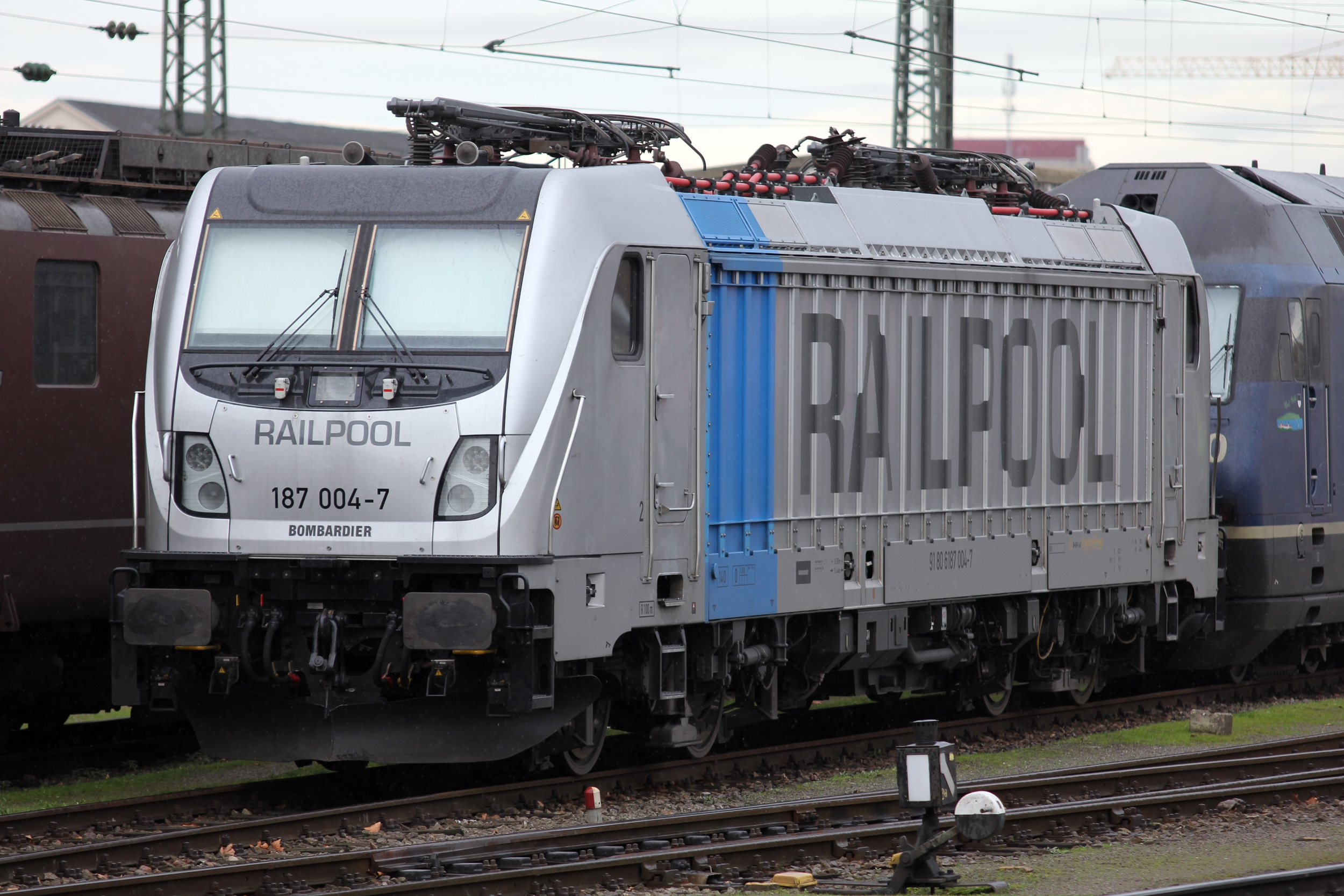
Lokomotiva německé řady 187 z parku společnosti Railpool

RAILPOOL GmbH je německá společnost se sídlem v Mnichově, která se zabývá především pronájmy lokomotiv a dalších železničních vozidel pro dopravce podnikající v nákladní i osobní dopravě (tzv. lokpool).

## Historie
Společnost byla založena v červenci 2008 bankovními domy HSH Nordbank a KfW IPEX-Bank (každý měl podíl 50 %) s cílem nabízet pronájem lokomotiv a vozidel pro osobní dopravu na trhu v Německu, ale i v dalších zemích západní Evropy. Smlouvy na dodávky prvních vozidel od společnosti Bombardier společnost uzavřela již v roce svého založení.
V roce 2014 prodaly obě banky své podíly v Railpoolu za nezveřejněnou částku americké investiční společnosti Oaktree Capital Management se sídlem v Los Angeles.

## Vozidla
22. září téhož roku pak společnost Bombardier ohlásila, že uzavřela s firmou Railpool dva kontrakty na dodávku 58 kusů lokomotiv TRAXX v hodnotě 192 mil. eur. Součástí dohody byla též opce na dodání dalších 80 lokomotiv. Téhož roku byla uzavřena další smlouva s Bombardierem, tentokrát na nákup 45 patrových osobních vozů za 75 mil. eur, které budou po dodání v roce 2009 pronajaty dánským státním železnicím Danske Statsbaner. V roce 2009 Railpool odkoupil od dopravce Veolia Niederlande osm elektrických jednotek GTW 2/6 a 2/8, které byly Veolii zpětně pronajaty.

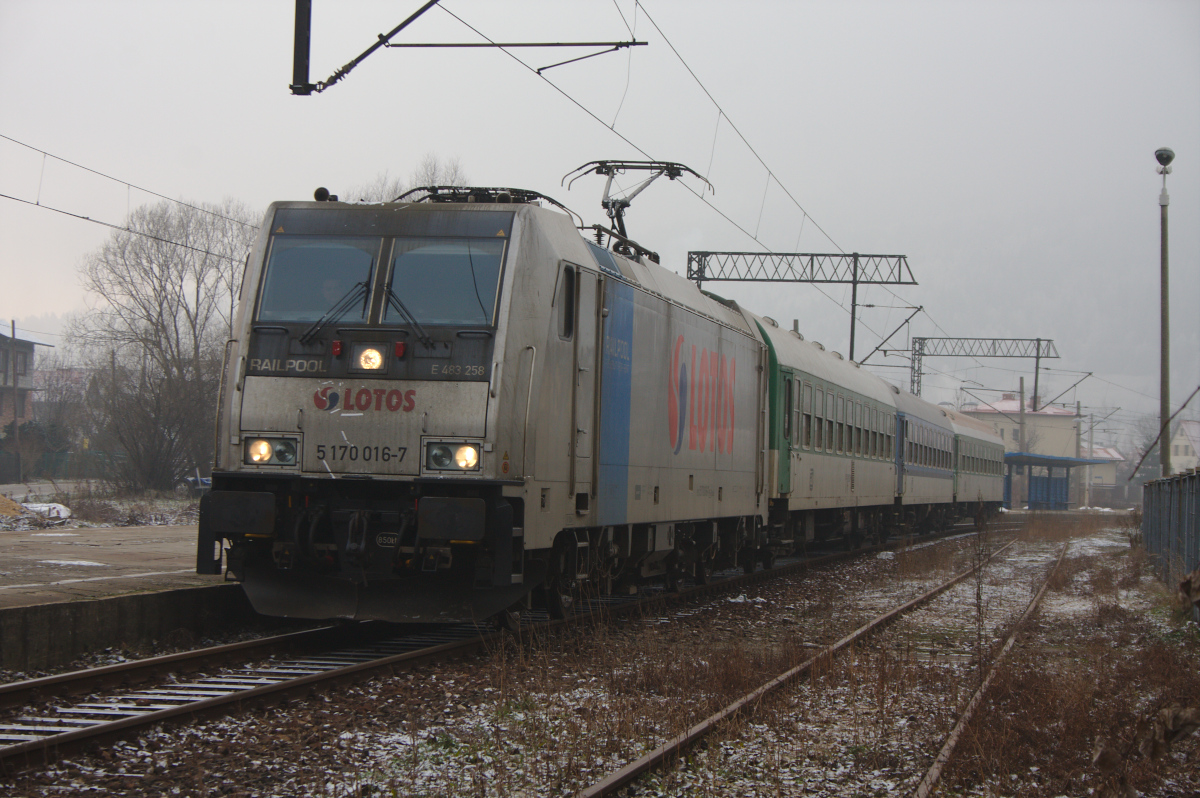
Lokomotiva E483 258 Railpool na osobním vlaku polského dopravce Koleje Śląskie

V oblasti lokomotiv se společnost zpočátku zaměřovala výhradně na stroje TRAXX podtypů TRAXX DC (pro provoz na systému 3 kV DC v Polsku), TRAXX F140 AC (pro provoz v zemích se soustavami 15 kV 16,7 Hz a 25 kV 50 Hz) a vícesystémového podtypu TRAXX F140 MS. Vůbec první lokomotivou převzatou společností Railpool byl v dubna 2009 stroj TRAXX F140 MS č. E186 103 s vybavením provoz v Německu, Rakousku, Švýcarsku, Itálii a Nizozemsku. Lokomotivy TRAXX jsou používány různými společnostmi především v nákladní dopravě po celé Evropě, včetně Česka, kde jsou Drážním úřadem schváleny od 3. června 2011. Na českém území je začala používat společnost Metrans Rail, která je využívala především na trase Rotterdam - Praha. Lokomotivy TRAXX z parku Railpoolu zasáhly do osobní dopravy výrazněji v Polsku, kde byly nejdřív používány dopravcem Przewozy Regionalne. V letech 2011 až 2013 je používal také dopravce Koleje Śląskie, který je nasazoval společně s osobními vozy řady B249 pronajatými od Českých drah.
V roce 2011 Bombardier představil svou lokomotivu TRAXX AC 3 Last Mile určenou právě pro Railpool. V tomto případě se jedná o elektrickou lokomotivu pro provoz na tratích elektrizovaných střídavými napájecími soustavami, která je navíc vybavena pomocným spalovacím motorem.
V roce 2012 pak Railpool začal odebírat vozidla také od společnosti Siemens. Jedná se o zakázku na dodávku šesti střídavých lokomotiv Siemens Vectron pro rychlost až 200 km/h.